# Dommin
Dommin ist eine 2000 gegründete US-amerikanische Alternative-Rock-/Gothic-Rock-/Dark-Rock-Band aus Los Angeles, Kalifornien. Die Band stand bei Roadrunner Records unter Vertrag und hat fünf Studioalben veröffentlicht.

## Geschichte

### Gründung undMend Your Misery(1999–2008)
Dommins Anfänge reichen bis ins Jahr 1999 zurück, als Kristofer Dommin mit seinem älteren Bruder Stephen am Schlagzeug frühe Demos aufnahm. Im Laufe von fast acht Jahren entwickelte sich Dommin zu einer Rockband, die in der Szene von L.A. präsent war. Sein Freund aus Kindertagen, Billy James, kam Ende 2002 ursprünglich als Keyboarder dazu. Er wechselte schließlich zum Bass, als Konstantine X 2006 der Band beitrat. Das letzte Mitglied, das sich Dommin anschloss, war der Schlagzeuger Cameron Morris, der für die Band vorspielte und 2008 eintrat, um die Stelle zu besetzen, die Kristofers älterer Bruder hinterlassen hatte, der sich auf seine Karriere und Familie konzentrierte.
2005 gelangte eines seiner Demos unwissentlich an den Produzenten, Songwriter und Manager Lucas Banker, der mit seinem Partner Logan Mader, bekannt für seine Beteiligung an Machine Head und Soulfly, eine Produktionsfirma hatte. Das Produktionsduo willigte ein, das spätere Independent-Album der Band mit dem Titel Mend Your Misery aufzunehmen. Die Band nutzte das soziale Netzwerk MySpace und begann, ihre Musik zu promoten, ihre CDs und T-Shirts zu verkaufen und nahm ein Video für My Heart, Your Hands auf, bei dem Konstantine X selbst Regie führte. Kristofer unterzeichnete im Juni 2006 seinen Verlagsvertrag mit Reverb, einem unabhängigen britischen Verlag. Durch die Bemühungen von Reverb Publishing und Dirty Icon Productions wurde Dommins Musik an verschiedene Labels und Managements verkauft. Ende 2006 erregten Dommins Bemühungen die Aufmerksamkeit von Monte Conner, Head of A&R bei Roadrunner Records, und er unterzeichnete im Juni 2008 einen Vertrag mit ihnen. Am 1. Januar 2020 gab Dommin bekannt, dass sie Mend Your Misery bei digitalen Streaming-Diensten neu aufgelegt haben.

### Love Is Gone(2009–2011)
Im Februar 2010 erschien ihr Majorlabel-Debüt Love Is Gone, produziert von Dirty Icon (Lucas Banker & Logan Mader). Ein Jahr vor der Veröffentlichung des Albums und das ganze Jahr 2009 über trat Dommin als Vorgruppe für Combichrist, Wednesday 13, The Birthday Massacre und Lacuna Coil auf. Sie traten auch bei der Warped Tour in den USA auf.
Die beiden offiziellen Singles von Love Is Gone waren My Heart, Your Hands und Tonight. My Heart, Your Hands wurde als iTunes-Song der Woche ausgezeichnet. Die Veröffentlichung fiel mit der ersten Europatour der Band zusammen, bei der sie zwei aufeinanderfolgende Touren als Vorgruppe von Lacuna Coil und HIM unternahm. Dommin unterstützte HIM weiterhin während ihrer US-Tour und kehrte nach Europa zurück, um bei den Festivals Rock am Ring/Rock im Park in Deutschland aufzutreten. Sie eröffneten auch die Hauptbühne am letzten Tag des Download Festivals im Vereinigten Königreich. In diesem Sommer wurde Dommin sowohl bei den britischen Metal Hammer Awards als auch bei den Kerrang Awards als beste neue Band und bester neuer internationaler Künstler nominiert. Im August unterstützte Dommin Volbeat und beendete das Jahr als Vorgruppe von The Birthday Massacre und Black Veil Brides.
Um das Ende des Albumzyklus’ von Love Is Gone zu markieren, wurde ein drittes Video für den Song Closure selbst gedreht und produziert. Die Band verwendete Fotos und Videos ihrer Fans mit Live-Aufnahmen als Tribut an die vielen Leben, die sich mit der Selbstermächtigungsbotschaft des Songs identifizierten. Anfang 2011 trat Dommin beim Soundwave Festival in Australien auf, das eine weitere Show in Melbourne als Vorgruppe von Rob Zombie beinhaltete. Am 2. Februar 2020 veröffentlichte Dommin anlässlich des zehnjährigen Jubiläums von Love Is Gone eine neu aufgenommene Version des Songs Dark Holiday mit dem Titel Decadent Version und eine akustische Version mit dem Namen Stripped Version. Außerdem wurde ein Cover von (I Just) Died in Your Arms von Cutting Crew aufgenommen, das auf der Special Edition des Albums erschien.

### Abkehr von Roadrunner Records,RiseundRare(2012–2015)
Die Band arbeitete seit 2011 am Schreiben und Aufnehmen ihres Nachfolgewerks. Laut einem Beitrag der Band auf Dommins offizieller Facebook-Seite sollte das Album „höchstwahrscheinlich im Spätsommer, August oder September“ 2012 veröffentlicht werden. Am 28. Oktober 2012 präsentierte Dommin auf ihrer Facebook- und offiziellen Website erstmals einen neuen Song und ein neues Video mit dem Titel The Quiet Man.
Am 30. Oktober 2012 startete die Band eine aktualisierte Website mit der Nachricht, dass sie sich von Roadrunner getrennt haben. Kurz darauf machte Kristofer Dommin seine und die aktuelle Vertragssituation der Band öffentlich sowie seine Enttäuschung über Roadrunner, die trotz ihres Ausstiegs aus der Band immer noch die Rechte an einigen ihrer unveröffentlichten Materialien und ihrem zweiten Studioalbum „besitzen“. Dies führte zu einer Pause der Band, bis alle vertraglichen Verpflichtungen mit Roadrunner erfüllt sind, und machte die Gruppe im Gegenzug frei für einen neuen Vertrag.
Inmitten dieser Situation hatte Kristofer Dommin fünf Songs auf seiner persönlichen Facebook-Seite gepostet, darunter einen brandneuen Track mit dem Titel Desire (der den Fans eine Zeit lang zusammen mit einem Newsletter-Abonnement kostenlos zur Verfügung gestellt wurde), einen unvollständigen Track mit dem Titel I Die mit Keyboarder Konstantine, ein Cover von Leonard Cohens I’m Your Man, ein Cover von Depeche Modes Precious und ein Cover von Sias Breathe Me.
Am 21. Juni 2015 veröffentlichte Dommin das Album Rise. Das Album wurde von Joe Barresi abgemischt. Zu den weiteren veröffentlichten Songs gehören Coversongs von Save a Prayer von Duran Duran, Love You to Death von Type O Negative und Cola von Lana Del Rey.
Nach der Veröffentlichung von Rise folgte am 13. September 2016 Rare, eine Sammlung von B-Seiten und unveröffentlichten oder bisher nicht verfügbaren Titeln. Ursprünglich eine Sonderedition, die während einer Pledge-Music-Kampagne mit 14 Titeln erhältlich war, wurde Rare dann allgemein veröffentlicht, wobei zehn der 14 Titel beibehalten wurden.

### Beautiful Crutch(2016)
Im Dezember 2016 veröffentlichte Dommin ihr viertes Album mit dem Titel Beautiful Crutch. 2017 veröffentlichte Dommin ein Cover von Last Night I Dreamt That Somebody Loved Me von The Smiths.

### Ausscheiden der verbleibenden Bandmitglieder undThe Martyr(2018–2025)
Zwischen August 2018 und März 2019 veröffentlichte Dommin fünf Singles auf digitalen Streaming-Diensten: Beautiful as a Stranger am 25. Mai 2018 mit einem dazugehörigen Musikvideo, Strings am 24. August 2018, Clearly am 31. August, Upside Down am 26. Oktober 2018, und Change am 9. März 2019.
Am 2. Januar 2024 veröffentlichte Leadsänger und Gitarrist Kristofer Dommin ein Update, in dem er ein fünftes Studioalbum mit den zuvor veröffentlichten Singles und zehn neuen Titeln ankündigte. Er bestätigte auch den Ausstieg von Billy James im Januar 2016, Konstantine X im Jahr 2018 und Cameron Morris im Jahr 2023 und dass Dommin als sein Soloprojekt weitermachen würde. Das neue Album erschien dann 2025 unter dem Titel The Martyr.

### Dommin & The Oztones (2020–2022)
2019 zog Leadsänger Kristofer Dommin nach Australien und veröffentlichte vier Singles und eine EP namens Retrospect, die die zuvor aufgenommenen Dommin-Songs New, The Quiet Man und Tonight enthält.
Dommin arbeitete auch mit der australischen Rock-’n’-Roll-Band The Oztones zusammen und veröffentlichte ein Album mit dem Titel Dommin & the Oztones.

## Diskografie

### Alben
- Mend Your Misery (Dezember 2006)
- Dommin E.P. (7. Juli 2009)
- Love Is Gone (2. Februar 2010)
- Rise (15. Juni 2015)
- Rare (13. September 2016)
- Beautiful Crutch (22. Dezember 2016)
- Dommin & the Oztones (28. April 2022)
- The Martyr (2025)

### Singles
- My Heart, Your Hands (11. Januar 2010)
- Tonight (28. Mai 2010)
- Beautiful as a Stranger (25. Mai 2018)
- Strings (24. August 2018)
- Clearly (31. August 2018)
- Upside Down (26. Oktober 2018)
- Change (1. März 2019)
- Dark Holiday [Decadent Version] (2. Februar 2020)